# Raffaele Costantino (1907)
Raffaele Costantino (Bari, 14 giugno 1907 – Milano, 3 giugno 1991) è stato un calciatore e allenatore di calcio italiano, di ruolo centrocampista o attaccante.
È stato il primo giocatore della nazionale Italiana ad aver ricevuto la prima convocazione senza aver fino ad allora esordito in Serie A e successivamente emulato da altri dieci giocatori: Massimo Maccarone, Marco Verratti, Alex Meret, Nicolò Zaniolo, Vincenzo Grifo, Sandro Tonali, Federico Gatti, Wilfried Gnonto, Alessio Zerbin e Mateo Retegui.

## Carriera

### Giocatore

#### Club
Dopo essere cresciuto nel Liberty Bari, nella stagione 1926-1927 venne scartato dal Foggia, dopo aver giocato solo due amichevoli, la prima vinta, contro la Bagnolese, e la seconda pareggiata 1-1, nel primo incontro assoluto dei rossoneri contro il Napoli. Nella sua carriera militò nel Bari, squadra della quale, a cavallo della Seconda guerra mondiale, fu anche allenatore, intervallando tale militanza con quella nella Roma. Ha disputato cinque campionati di Serie A con la Roma e quattro con il Bari, totalizzando complessivamente 232 presenze e 58 reti in massima serie.

#### Nazionale
Entrò tra gli "osservati" dell'allora commissario tecnico della nazionale, Augusto Rangone, già nel 1928, quando Rangone andò a vedere a Foggia il secondo derby d'Apulia della storia, finito 2-1 per i rossoneri. In tale occasione egli non poté visionare l'ala del Bari Costantino, perché alcuni dirigenti foggiani, sapendo che Costantino era militare di leva a Trani, contattarono un maresciallo che gli impedì di giocare.
Fu uno dei primi giocatori meridionali a giocare stabilmente nella nazionale italiana, a fianco di nomi come Giuseppe Meazza e Angelo Schiavio: ebbe il suo momento di gloria nel 5-0 dell'Italia alla grande Ungheria nel 1930, partita nella quale distribuì assist per la tripletta di Meazza e segnò un gol, e che fu decisiva per la vittoria della Coppa Internazionale 1927-1930.
Totalizzò 23 presenze in nazionale, in cui esordì il 1º dicembre 1929 in occasione di un match contro il Portogallo; 6 di queste furono disputate mentre militava nel campionato di Serie B.
È stato il primo calciatore italiano ad aver esordito in nazionale senza aver prima giocato nella massima serie del campionato italiano; dopo di lui gli unici ad aver eguagliato tale impresa sono stati Maccarone (nel 2002), Verratti (nel 2012), Zaniolo e Grifo (nel 2018), Meret e Tonali (nel 2019).
Fu il primo calciatore in grado di segnare una doppietta al portiere spagnolo Ricardo Zamora, a Bologna il 22 giugno 1930, in Italia-Spagna (2-3).

### Allenatore
Allenò a più riprese il Bari in diversi campionati tra il 1939 e il 1951. Nella stagione 1946-1947 allenò il Foggia, subentrando come penultimo in classifica a Pietro Andreoli. Dopo una sorprendente rincorsa alla salvezza, a causa di un torto arbitrale a Catanzaro venne condannato alla retrocessione in Serie C, arrivando al quattordicesimo posto in classifica.
Fu allenatore del Lecce in Serie B nei campionati 1947-1948 e 1948-1949, e in Serie C nel 1954-1955. Tra il 1951 e il 1954 allenò l'Arsenaltaranto con cui ottenne una promozione in Serie B. Seguì poi anche l'Andria e il Molfetta.

## Statistiche

### Presenze e reti nei club
| Stagione        | Club            | Campionato      | Campionato | Campionato | Coppe nazionali | Coppe nazionali | Coppe nazionali | Coppe continentali | Coppe continentali | Coppe continentali | Altre coppe | Altre coppe | Altre coppe | Totale | Totale |
| Stagione        | Club            | Comp            | Pres       | Reti       | Comp            | Pres            | Reti            | Comp               | Pres               | Reti               | Comp        | Pres        | Reti        | Pres   | Reti   |
| --------------- | --------------- | --------------- | ---------- | ---------- | --------------- | --------------- | --------------- | ------------------ | ------------------ | ------------------ | ----------- | ----------- | ----------- | ------ | ------ |
| 1922-1923       | Liberty         | PD              | 1          | 0          | -               | -               | -               | -                  | -                  | -                  | -           | -           | -           | 1      | 0      |
| 1923-1924       | Liberty         | PD              | 10         | 1          | -               | -               | -               | -                  | -                  | -                  | -           | -           | -           | 10     | 1      |
| 1924-1925       | Liberty         | PD              | 16         | 4          | -               | -               | -               | -                  | -                  | -                  | -           | -           | -           | 16     | 4      |
| 1925-1926       | Liberty         | PD              | 14         | 11         | -               | -               | -               | -                  | -                  | -                  | -           | -           | -           | 14     | 11     |
| 1926-1927       | Liberty         | PD              | 13         | 7          | CI              | 0               | 0               | -                  | -                  | -                  | -           | -           | -           | 13     | 7      |
| 1927-1928       | Liberty         | PD              | 12         | 11         | -               | -               | -               | -                  | -                  | -                  | -           | -           | -           | 12     | 11     |
| Totale Liberty  | Totale Liberty  | Totale Liberty  | 66         | 34         |                 | 0               | 0               |                    | -                  | -                  |             | -           | -           | 66     | 34     |
| 1928-1929       | Bari            | DN              | 28         | 15         | -               | -               | -               | -                  | -                  | -                  | -           | -           | -           | 28     | 15     |
| 1929-1930       | Bari            | B               | 34         | 14         | -               | -               | -               | -                  | -                  | -                  | -           | -           | -           | 34     | 14     |
| 1930-1931       | Roma            | A               | 34         | 8          | -               | -               | -               | -                  | -                  | -                  | -           | -           | -           | 34     | 8      |
| 1931-1932       | Roma            | A               | 33         | 8          | -               | -               | -               | CM                 | 4                  | 1                  | -           | -           | -           | 37     | 9      |
| 1932-1933       | Roma            | A               | 33         | 15         | -               | -               | -               | -                  | -                  | -                  | -           | -           | -           | 33     | 15     |
| 1933-1934       | Roma            | A               | 28         | 6          | -               | -               | -               | -                  | -                  | -                  | -           | -           | -           | 28     | 6      |
| 1934-1935       | Roma            | A               | 29         | 4          | -               | -               | -               | -                  | -                  | -                  | -           | -           | -           | 29     | 4      |
| Totale Roma     | Totale Roma     | Totale Roma     | 157        | 41         |                 | -               | -               |                    | 4                  | 1                  |             | -           | -           | 161    | 42     |
| 1935-1936       | Bari            | A               | 30         | 8          | CI              | 0               | 0               | -                  | -                  | -                  | -           | -           | -           | 30     | 8      |
| 1936-1937       | Bari            | A               | 22         | 6          | CI              | 3               | 1               | -                  | -                  | -                  | -           | -           | -           | 25     | 7      |
| 1937-1938       | Bari            | A               | 5          | 0          | CI              | 0               | 0               | -                  | -                  | -                  | -           | -           | -           | 5      | 0      |
| 1938-1939       | Bari            | A               | 18         | 3          | CI              | 0               | 0               | -                  | -                  | -                  | -           | -           | -           | 18     | 3      |
| Totale Bari     | Totale Bari     | Totale Bari     | 137        | 46         |                 | 3               | 1               |                    | -                  | -                  |             | -           | -           | 140    | 47     |
| Totale carriera | Totale carriera | Totale carriera | 360        | 121        |                 | 3               | 1               |                    | 4                  | 1                  |             | -           | -           | 367    | 123    |

### Cronologia presenze e reti in nazionale
| Cronologia completa delle presenze e delle reti in nazionale ― Italia | Cronologia completa delle presenze e delle reti in nazionale ― Italia | Cronologia completa delle presenze e delle reti in nazionale ― Italia | Cronologia completa delle presenze e delle reti in nazionale ― Italia | Cronologia completa delle presenze e delle reti in nazionale ― Italia | Cronologia completa delle presenze e delle reti in nazionale ― Italia | Cronologia completa delle presenze e delle reti in nazionale ― Italia | Cronologia completa delle presenze e delle reti in nazionale ― Italia |
| Data                                                                  | Città                                                                 | In casa                                                               | Risultato                                                             | Ospiti                                                                | Competizione                                                          | Reti                                                                  | Note                                                                  |
| --------------------------------------------------------------------- | --------------------------------------------------------------------- | --------------------------------------------------------------------- | --------------------------------------------------------------------- | --------------------------------------------------------------------- | --------------------------------------------------------------------- | --------------------------------------------------------------------- | --------------------------------------------------------------------- |
| 1-12-1929                                                             | Milano                                                                | Italia                                                                | 6 – 1                                                                 | Portogallo                                                            | Amichevole                                                            | -                                                                     |                                                                       |
| 9-2-1930                                                              | Roma                                                                  | Italia                                                                | 4 – 2                                                                 | Svizzera                                                              | Amichevole                                                            | -                                                                     |                                                                       |
| 2-3-1930                                                              | Francoforte                                                           | Germania                                                              | 0 – 2                                                                 | Italia                                                                | Amichevole                                                            | -                                                                     |                                                                       |
| 6-4-1930                                                              | Amsterdam                                                             | Paesi Bassi                                                           | 1 – 1                                                                 | Italia                                                                | Amichevole                                                            | -                                                                     |                                                                       |
| 11-5-1930                                                             | Budapest                                                              | Ungheria                                                              | 0 – 5                                                                 | Italia                                                                | Coppa Internazionale                                                  | 1                                                                     |                                                                       |
| 22-6-1930                                                             | Bologna                                                               | Italia                                                                | 2 – 3                                                                 | Spagna                                                                | Amichevole                                                            | 2                                                                     |                                                                       |
| 22-2-1931                                                             | Milano                                                                | Italia                                                                | 2 – 1                                                                 | Austria                                                               | Coppa Internazionale                                                  | -                                                                     |                                                                       |
| 29-3-1931                                                             | Berna                                                                 | Svizzera                                                              | 1 – 1                                                                 | Italia                                                                | Coppa Internazionale                                                  | -                                                                     |                                                                       |
| 12-4-1931                                                             | Porto                                                                 | Portogallo                                                            | 0 – 2                                                                 | Italia                                                                | Amichevole                                                            | -                                                                     |                                                                       |
| 19-4-1931                                                             | Bilbao                                                                | Spagna                                                                | 0 – 0                                                                 | Italia                                                                | Amichevole                                                            | -                                                                     |                                                                       |
| 20-5-1931                                                             | Roma                                                                  | Italia                                                                | 3 – 0                                                                 | Scozia                                                                | Amichevole                                                            | 1                                                                     |                                                                       |
| 15-11-1931                                                            | Roma                                                                  | Italia                                                                | 2 – 2                                                                 | Cecoslovacchia                                                        | Coppa Internazionale                                                  | -                                                                     |                                                                       |
| 13-12-1931                                                            | Torino                                                                | Italia                                                                | 3 – 2                                                                 | Ungheria                                                              | Coppa Internazionale                                                  | -                                                                     |                                                                       |
| 20-3-1932                                                             | Vienna                                                                | Austria                                                               | 2 – 1                                                                 | Italia                                                                | Coppa Internazionale                                                  | -                                                                     |                                                                       |
| 10-4-1932                                                             | Parigi                                                                | Francia                                                               | 1 – 2                                                                 | Italia                                                                | Amichevole                                                            | 1                                                                     |                                                                       |
| 8-5-1932                                                              | Budapest                                                              | Ungheria                                                              | 1 – 1                                                                 | Italia                                                                | Coppa Internazionale                                                  | 1                                                                     |                                                                       |
| 28-10-1932                                                            | Praga                                                                 | Cecoslovacchia                                                        | 2 – 1                                                                 | Italia                                                                | Coppa Internazionale                                                  | -                                                                     |                                                                       |
| 27-11-1932                                                            | Milano                                                                | Italia                                                                | 4 – 2                                                                 | Ungheria                                                              | Amichevole                                                            | -                                                                     |                                                                       |
| 1-1-1933                                                              | Bologna                                                               | Italia                                                                | 3 – 1                                                                 | Germania                                                              | Amichevole                                                            | 1                                                                     |                                                                       |
| 12-2-1933                                                             | Bruxelles                                                             | Belgio                                                                | 2 – 3                                                                 | Italia                                                                | Amichevole                                                            | 1                                                                     |                                                                       |
| 2-4-1933                                                              | Ginevra                                                               | Svizzera                                                              | 0 – 3                                                                 | Italia                                                                | Coppa Internazionale                                                  | -                                                                     |                                                                       |
| 7-5-1933                                                              | Firenze                                                               | Italia                                                                | 2 – 0                                                                 | Cecoslovacchia                                                        | Coppa Internazionale                                                  | -                                                                     |                                                                       |
| 13-5-1933                                                             | Roma                                                                  | Italia                                                                | 1 – 1                                                                 | Inghilterra                                                           | Amichevole                                                            | -                                                                     |                                                                       |
| Totale                                                                |                                                                       | Presenze                                                              | 23                                                                    |                                                                       | Reti                                                                  | 8                                                                     |                                                                       |

## Palmarès

### Giocatore
- Coppa Internazionale: 2

1927-1930, 1933-1935

### Allenatore

#### Competizioni regionali
- Torneo misto pugliese: 1

Bari: 1944-1945

#### Competizioni nazionali
- Serie C: 1

Arsenaltaranto: 1953-1954